# أحد بوحسوسن
 أحد بوحسوسن (بالإنجليزية: HAD BOUHSSOUSSEN)‏ هي جماعة قروية تابعة لإقليم خنيفرة ضمن جهة بني ملال خنيفرة بلغ مجموع عدد سكان  أحد بوحسوسن حسب إحصاءات 2004 حوالي 7281 نسمة يعيشون في 1422 أسرة.